# Samuel Stephens
Samuel Stephens (1629-1669) est un pionnier de la colonisation britannique aux États-Unis au XVIIe siècle, qui fut le gouverneur du territoire devenu de nos jours la Caroline du Nord. C'est le premier gouverneur des colonies né sur le sol américain.

## Biographie
Né à Jamestown en 1629, Samuel Stephens fut de 1662 à 1664 commandant du territoire de Caroline, après avoir été gouverneur du minuscule établissement de la colonie d'Albemarle, niché dans l'immense baie d'Albemarle et le propriétaire de Roanoke Island.
À sa mort en 1669, ou en 1674 selon les différentes versions, sa femme Frances Culpeper a épousé le gouverneur de Virginie William Berkeley.
En 1662, il est nommé « commandant des plantations du Sud » par le conseil de Virginie, poste qu'il n'occupe que deux ans car la charte de 1663 donne ensuite le territoire aux fidèles du roi d'Angleterre Charles II, qui vient de bénéficier de la restauration anglaise. En 1667, il redevient gouverneur du minuscule établissement de la colonie d'Albemarle, en remplacement de William Drummond.
Dès 1666, sous William Drummond, les habitants de la colonie avaient demandé à bénéficier des mêmes avantages que ceux de la Virginie voisine, sous l'autorité de laquelle ils étaient placés. En 1667, les habitants s'inquiètent de l'arrivée de représentants des Lord Proprietors, dans le cadre de la charte de 1663, qui pourraient être tentés de ne faire du commerce qu'avec l'Angleterre, alors qu'eux sont en liaison avec surtout la Nouvelle-Angleterre, plus proche.
En 1669, le gouvernement du territoire décide une exemption d'impôt d'un an et la protection contre toute poursuite judiciaire pendant cinq ans, afin de tenter d'attirer vers ce vaste territoire peu peuplé de nouveaux propriétaires d'esclaves, dans ce qui ressemble à un des premiers paradis fiscaux de l'histoire.
En 1671, la Caroline fut divisée en deux comtés, le comté de Clarendon et celui d'Albemarle, lui-même divisé en trois districts, Berkeley, Carteret et Shaftsbury, portant les noms de trois Lords Proprietors nommés dans la charte de 1663. Le comté de Clarendon était divisé en quatre districts, dont trois nommés en l'honneur de Lords Proprietors nommés dans la charte, Berkeley, Carteret, et Craven. Le 4e district était le district de Collenton.
L'estuaire de la baie d'Albemarle offrant une possibilité de navigation abritée, ses cours d'eau furent recherchés de longue date. La rivière du Cape Fear, était la limite entre les deux comtés, la rivière se jetant près du cap Fear où de 1661 à 1663 une petite communauté venue du Massachusetts s'était installée, avant de repartir, tandis qu'un autre groupe de personnes menées par Roger Green, venu de la rivière Nansamond s'installa en 1653 le long de la rivière Moratuk.